# Mine de Wieczorek
 (mars 2025).
La mine de Wieczorek est une mine souterraine de charbon située à Katowice en Pologne.